# Asperula deficiens
Asperula deficiens là một loài thực vật có hoa trong họ Thiến thảo. Loài này được Viv. mô tả khoa học đầu tiên năm 1830.